# Mercedes-Benz 9G-Tronic
9G-Tronic (Eigenschreibweise 9G-TRONIC) ist die Verkaufsbezeichnung des 9-Gang-Wandler-Automatikgetriebes der Mercedes-Benz Group für Längseinbau. Das Getriebe ist für Hinterrad-, Allrad-, Hybrid- sowie Plug-In-Hybrid-Antriebe geeignet und wurde nach und nach in die meisten Baureihen eingeführt, beginnend mit der Version W9A 700 (Wandler-9-Gang-Automatik bis 700 Nm Eingangsdrehmoment; Baureihe 725.0) als Hauptmodell. Es wurde im September 2013 im Mercedes-Benz E 350 BlueTEC vorgestellt und ersetzte nach und nach sowohl das 7-Gang-Getriebe 7G-Tronic (Plus) als auch das 5-Gang-Getriebe 5G-Tronic. Die Baureihe sieht Versionen für maximal 1.000 Nm Eingangsdrehmoment vor.
Nach der 5G- und der 7G-Tronic handelt es sich um die 3. Generation moderner Automatikgetriebe. Die interne Bezeichnung lautet daher NAG3 (Neues Automatik Getriebe 3. Generation).
Das japanische Jatco-Getriebe 9AT basiert auf demselben, weltweit patentierten Radsatzkonzept.
| GangModell      | R      | 1     | 2     | 3     | 4     | 5     | 6     | 7     | 8     | 9     | Sprei- zung | Zen- trum | Gang- stufe | Kompo- nenten                 |
| --------------- | ------ | ----- | ----- | ----- | ----- | ----- | ----- | ----- | ----- | ----- | ----------- | --------- | ----------- | ----------------------------- |
|                 |        |       |       |       |       |       |       |       |       |       |             |           |             |                               |
| W9A Alle · 2013 | −4,932 | 5,503 | 3,333 | 2,315 | 1,661 | 1,211 | 1,000 | 0,865 | 0,717 | 0,601 | 9,15        | 1,819     | 1,319       | 4 Radsätze 3 Bremsen 3 Kuppl. |
| W9A Alle · 2016 | −4,798 | 5,354 | 3,243 | 2,252 | 1,636 | 1,211 | 1,000 | 0,865 | 0,717 | 0,601 | 8,902       | 1,795     | 1,314       | 4 Radsätze 3 Bremsen 3 Kuppl. |
|                 |        |       |       |       |       |       |       |       |       |       |             |           |             | 4 Radsätze 3 Bremsen 3 Kuppl. |
| 9AT Alle · 2019 | −4,799 | 5,425 | 3,263 | 2,25  | 1,649 | 1,221 | 1,000 | 0,862 | 0,713 | 0,597 | 9,091       | 1,799     | 1,318       | 4 Radsätze 3 Bremsen 3 Kuppl. |
|                 |        |       |       |       |       |       |       |       |       |       |             |           |             |                               |
| 1.              |        |       |       |       |       |       |       |       |       |       |             |           |             |                               |
|                 |        |       |       |       |       |       |       |       |       |       |             |           |             |                               |

## Entwicklung und Fertigung
Entwickelt wurde das Getriebe in der Konzernzentrale in Stuttgart-Untertürkheim. Zunächst wurde es nur im Daimler-Werk unweit davon in Stuttgart-Hedelfingen produziert, aber seit April 2016 auch bei der Daimler-Tochtergesellschaft Star Assembly im rumänischen Sebeș.

## Lizenzvergabe an Jatco Ltd.
2019 nahm die Jatco Ltd mit Sitz in Fuji (Shizuoka), Japan, die Lizenzfertigung zum Einsatz in Nissan- und Infiniti-Fahrzeugen auf. Bei dieser Version ist das Eingangsdrehmoment auf 700 Nm begrenzt, wodurch jeder der Radsätze 1, 2 und 4 mit nur drei Planetenrädern auskommt. Durch leicht abgewandelte Zähnezahlen erreicht es eine Spreizung von knapp 9,1:1.

## Technik
| Typ                              | 725.0 | 725.0 | 725.0 | JR913E |
| Modell                           | W9A 400 | W9A 700 | W9A 1000 | 9AT |
| -------------------------------- | --- | --- | --- | --- |
|                                  | | | | |
| Eingangskapazität                | | | | |
| Maximale Motorleistung           | | | | |
| Maximales Motordrehmoment        | 400 Nm | 700 Nm | 1.000 Nm | 700 Nm |
| Maximale Drehzahl                | 1. bis 7.: 7.000/min                                                                                               | 1. bis 7.: 7.000/min                                                                                               | 1. bis 7.: 7.000/min                                                                                               | |
| Maximale Drehzahl                | 8.: 5.900/min | | | |
| Maximale Drehzahl                | 9.: 5.000/min | | | |
| Struktur                         | | | | |
| Wandler- überbrückungs- kupplung | Doppelturbinentorsionsdämpfer mit Fliehkraftpendeltechnologie kann in allen neun Vorwärtsgängen geschlossen werden | Doppelturbinentorsionsdämpfer mit Fliehkraftpendeltechnologie kann in allen neun Vorwärtsgängen geschlossen werden | Doppelturbinentorsionsdämpfer mit Fliehkraftpendeltechnologie kann in allen neun Vorwärtsgängen geschlossen werden | Doppelturbinentorsionsdämpfer mit Fliehkraftpendeltechnologie kann in allen neun Vorwärtsgängen geschlossen werden |
| Größe Drehmomentwandler          | | | | 260 mm |
| Länge                            | Über alles: 644 mm bis 649 mm                                                                                      | Über alles: 644 mm bis 649 mm                                                                                      | Über alles: 644 mm bis 649 mm                                                                                      | Getriebe allein: 439,5 mm                                                                                          |
| Ölmenge                          | 10,0 l | 10,0 l | 10,0 l | |
| Gewicht                          | | 94,8 kg | | 99,5 kg |
|                                  | | | | |
| 1. 2.                            | | | | |
|                                  | | | | |

### Drehmomentwandler
Ein Hauptaugenmerk lag auf der Steigerung des Schaltkomforts, welche einerseits durch Maßnahmen der Steuerung und andererseits durch eine entsprechende Auslegung des Drehmomentwandlers erreicht wird. Der hydrodynamische Drehmomentwandler wurde größtenteils vom Vorgängergetriebe 7G-Tronic übernommen.

### Steuerung
Die 9G-Tronic wird vollständig elektronisch gesteuert. Die Schaltelemente werden über eine neuartige hydraulische Direktsteuerung mit elektromagnetisch betätigten Ventilen angesteuert, was schnelle und gleichzeitig sanfte Gangwechsel ermöglicht. Im Vergleich zum Vorgängergetriebe, das über eine hydraulische Vorsteuerung verfügte, konnten die Leckageverluste so um 80 % reduziert werden.

### Ölversorgung
Für eine energieeffiziente Versorgung mit dem langlebigen synthetischen Fuel-Economy-Leichtlauföl ist das Getriebe mit zwei Ölpumpen ausgestattet: Einer im Vergleich zum Vorgänger deutlich verkleinerten, neben der Hauptwelle angeordneten, mechanischen Flügelzellenpumpe mit Kettenantrieb sowie einer elektrisch von einem bürstenlosen Motor angetriebenen Zahnringpumpe. Die mechanisch angetriebene Pumpe ist für die Grundversorgung des Getriebes zuständig, wobei der Fördervolumenstrom abhängig von der Drehzahl des Antriebsmotors ist. Die Zusatzpumpe wird von der elektronischen Getriebesteuerung bei Bedarf zugeschaltet. Diese Bauweise ermöglicht die bedarfsgerechte Regelung des Schmier- und Kühlöl-Volumenstroms und macht die 9G-Tronic Start-/Stopp-fähig. Bei stehendem Antriebsmotor bleibt das Getriebe allein durch die Versorgung der elektrischen Zusatzpumpe anfahrbereit.
Beide Filterelemente sind in die Kunststoffölwanne integriert.

### AMG Speedshift 9G

#### AMG Speedshift TCT 9G
Das Speedshift (Eigenschreibweise SpeedShift) TCT 9G-Getriebe (Torque Converter Technology) entspricht im Wesentlichen der 9G-Tronic.

#### AMG Speedshift MCT 9G
Mercedes-AMG entwickelte das MCT 9G-Getriebe (Multi Clutch Technology). Es wurde erstmalig im E 63 4MATIC+ eingesetzt.
Das Getriebe entspricht im Wesentlichen der 9G-Tronic, bei welcher der Drehmomentwandler durch eine Nass-Anfahrkupplung (NAK) ersetzt ist. Das spart Gewicht und optimiert die Reaktion auf Betätigungen des Gaspedals. Es ist eine computergesteuerte Doppelkupplung. Die Abkürzung MCT bezieht sich auf die Mehrscheiben-Kupplung. Es ist auf 900 Nm ausgelegt und bietet 4 Fahrmodi: „C“ (Komfort), „S“ (Sport), „S+“ (Sport plus) und „M“ (manuell), mit 0,1 Sekunden Schaltzeit in den Modi „M“ und „S+“. MCT-Fahrzeuge sind zudem mit der neuen „AMG Drive Unit“ als zentraler Steuereinheit mit allen Fahrdynamikfunktionen und innovativer Race-Start-Funktion ausgestattet.
Der Fahrer kann die Gänge entweder über Schaltpaddel am Lenkrad oder herkömmlich über den Wählhebel wechseln. Die neue Race-Start-Funktion ist eine Anfahrhilfe, die auch bei maximaler Beschleunigung eine optimale Traktion der angetriebenen Räder sicherstellt.

### Fortschritt Radsatzkonzept

#### Hauptziele
Die Hauptziele bei der Ablösung der 7G-Tronic waren die Senkung des Kraftstoffverbrauchs durch zusätzliche Gänge und die Vergrößerung der Gesamtspreizung bei gleichzeitiger Reduzierung der Herstellungskosten.
Die große Gangspreizung (a) ermöglicht eine Absenkung des Drehzahlniveaus (Downspeeding), was entscheidend zur Verbesserung der Energieeffizienz und damit zur Reduzierung des Kraftstoffverbrauchs um 6,5 % beiträgt. Außerdem verbessert sich durch das abgesenkte Drehzahlniveau der Noise-Vibration-Harshness-Komfort und das Außengeräusch wird um bis zu 4 dB(A) reduziert. Im Mercedes-Benz E 350 BlueTEC wird im 9. Gang bei einer Motordrehzahl von ca. 1350/min eine Geschwindigkeit von 120 km/h erreicht. Unübertroffene Spreizung unter Automatikgetrieben für Längseinbau in Pkw. (b)

#### Ausmaß
Da die Konstruktion des Vorgängers deutlich aufwendiger als die des direkten Konkurrenten 6HP und sogar des neuen 8HP-Modells von ZF mit einem Gang mehr war, musste laut Lastenheft mindestens ein Schaltelement entfallen. Dies wurde dank CAD erreicht und führte zu einem weltweit patentierten Getriebekonzept, das mit dem gleichen Bauraum wie das Vorgängermodell auskommt und zudem 1 kg leichter ist. Dabei wurden 85 Milliarden Getriebekonzepte untersucht. Zusätzlich bietet das Aggregat die Möglichkeit zum nicht-sequentiellen schalten: zum Beispiel von Gang 9 auf Gang 4 zurückschalten (Betätigung der Bremse C und Lösen der Bremse A).
Nach der 5G- und 7G-Tronic ist dieses Getriebe die 3. Generation, bei der Reihenplanetengetriebe mit Parallelplanetengetrieben kombiniert wurden. Der daraus resultierende Fortschritt spiegelt sich in einem noch besseren Verhältnis zwischen der Anzahl der Gänge und der Anzahl der verwendeten Bauteile im Vergleich zu allen bisher von Mercedes-Benz verwendeten Layouts wider.
| Mit Bewertung        | Output: Über- setzungen                                   | Innovations- Elastizität Δ Output : Δ Input | Input: Hauptbaugruppen                                   | Input: Hauptbaugruppen                           | Input: Hauptbaugruppen                           | Input: Hauptbaugruppen                           |
| Mit Bewertung        | Output: Über- setzungen                                   | Innovations- Elastizität Δ Output : Δ Input | Gesamt                                                   | Radsätze                                         | Bremsen                                          | Kupplungen                                       |
| -------------------- | --------------------------------------------------------- | --- | -------------------------------------------------------- | ------------------------------------------------ | ------------------------------------------------ | ------------------------------------------------ |
|                      |                                                           | |                                                          |                                                  |                                                  |                                                  |
| W9A Referenz         | {\displaystyle n_{O1}} {\displaystyle n_{O2}}             | Betrachtungs- gegenstand | {\displaystyle n_{I}=n_{G}+} {\displaystyle n_{B}+n_{C}} | {\displaystyle n_{G1}} {\displaystyle n_{G2}}    | {\displaystyle n_{B1}} {\displaystyle n_{B2}}    | {\displaystyle n_{C1}} {\displaystyle n_{C2}}    |
| Δ Anzahl             | {\displaystyle n_{O1}-n_{O2}}                             | Betrachtungs- gegenstand | {\displaystyle n_{I1}-n_{I2}}                            | {\displaystyle n_{G1}-n_{G2}}                    | {\displaystyle n_{B1}-n_{B2}}                    | {\displaystyle n_{C1}-n_{C2}}                    |
| Relative Δ           | Δ Output {\displaystyle {\tfrac {n_{O1}-n_{O2}}{n_{O2}}}} | {\displaystyle {\tfrac {n_{O1}-n_{O2}}{n_{O2}}}:{\tfrac {n_{I1}-n_{I2}}{n_{I2}}}} {\displaystyle ={\tfrac {n_{O1}-n_{O2}}{n_{O2}}}}·{\displaystyle {\tfrac {n_{I2}}{n_{I1}-n_{I2}}}} | Δ Input {\displaystyle {\tfrac {n_{I1}-n_{I2}}{n_{I2}}}} | {\displaystyle {\tfrac {n_{G1}-n_{G2}}{n_{G2}}}} | {\displaystyle {\tfrac {n_{B1}-n_{B2}}{n_{B2}}}} | {\displaystyle {\tfrac {n_{C1}-n_{C2}}{n_{C2}}}} |
|                      |                                                           | |                                                          |                                                  |                                                  |                                                  |
| W9A W7A              | 9 7                                                       | Fortschritt | 10 11                                                    | 4                                                | 3 4                                              | 3                                                |
| Δ Anzahl             | 2                                                         | Fortschritt | -1                                                       | 0                                                | -1                                               | 0                                                |
| Relative Δ           | 0,286 {\displaystyle {\tfrac {2}{7}}}                     | −3,143 {\displaystyle {\tfrac {2}{7}}:{\tfrac {-1}{11}}={\tfrac {2}{7}}}·{\displaystyle {\tfrac {-11}{1}}={\tfrac {-22}{7}}}                                                         | −0,091 {\displaystyle {\tfrac {-1}{11}}}                 | 0 {\displaystyle {\tfrac {0}{4}}}                | −0,25 {\displaystyle {\tfrac {-1}{4}}}           | 0 {\displaystyle {\tfrac {0}{3}}}                |
|                      |                                                           | |                                                          |                                                  |                                                  |                                                  |
| W9A ZF 8HP           | 9 8                                                       | Aktuelle Marktposition | 10 9                                                     | 4                                                | 3 2                                              | 3                                                |
| Δ Anzahl             | 1                                                         | Aktuelle Marktposition | 1                                                        | 0                                                | 1                                                | 0                                                |
| Relative Δ           | 0,125 {\displaystyle {\tfrac {1}{8}}}                     | 1,125 {\displaystyle {\tfrac {1}{8}}:{\tfrac {1}{9}}={\tfrac {1}{8}}}·{\displaystyle {\tfrac {9}{1}}={\tfrac {9}{8}}}                                                                | 0,111 {\displaystyle {\tfrac {1}{9}}}                    | 0 {\displaystyle {\tfrac {0}{4}}}                | 0,5 {\displaystyle {\tfrac {1}{2}}}              | 0 {\displaystyle {\tfrac {0}{3}}}                |
|                      |                                                           | |                                                          |                                                  |                                                  |                                                  |
| W9A 3-Gang           | 9 3                                                       | Historische Marktposition | 10 7                                                     | 4 2                                              | 3                                                | 3 2                                              |
| Δ Anzahl             | 6                                                         | Historische Marktposition | 3                                                        | 2                                                | 0                                                | 1                                                |
| Relative Δ           | 2 {\displaystyle {\tfrac {2}{1}}}                         | 4,667 {\displaystyle {\tfrac {2}{1}}:{\tfrac {3}{7}}={\tfrac {2}{1}}}·{\displaystyle {\tfrac {7}{3}}={\tfrac {14}{3}}}                                                               | 0,429 {\displaystyle {\tfrac {3}{7}}}                    | 1 {\displaystyle {\tfrac {1}{1}}}                | 0 {\displaystyle {\tfrac {0}{3}}}                | 0,5 {\displaystyle {\tfrac {1}{2}}}              |
|                      |                                                           | |                                                          |                                                  |                                                  |                                                  |
| 1. 2. 3. 4. 5. 6. 7. |                                                           | |                                                          |                                                  |                                                  |                                                  |
|                      |                                                           | |                                                          |                                                  |                                                  |                                                  |

### Qualität Radsatzkonzept
Die Übersetzungen der 9 Gänge sind in allen Versionen besser verteilt als bei den direkten Konkurrenten 8HP von ZF Friedrichshafen und viel besser als bei den 10-Gang-Getrieben von Ford/GM und Aisin/Toyota. Die einzigen nennenswerten Schwächen sind die relativ kleine Stufe zwischen dem 5. und 6. und die zu kleine zwischen dem 6. und 7 Gang. Diese können nicht beseitigt werden, ohne dass alle anderen Gänge beeinflusst und damit Gangstufen beeinträchtigt werden. Andererseits ist diese Schwäche nicht übermäßig groß.
Alles in allem
- ist der Mehraufwand, der sich in der akzeptablen Elastizität gegenüber dem ZF 8HP-Getriebe niederschlägt, mehr als gerechtfertigt und
- im Vergleich zu den 10-Gang-Getrieben von Ford/GM und Aisin/Toyota wird das Fehlen des 10. Ganges durch die deutlich bessere Verteilung mehr als kompensiert.

| Mit Bewertung                                                                                                  | Mit Bewertung                                                                                    | Mit Bewertung                                                                                    | Gewicht                                                                 | Planetenradsatz: Zähne                                                  | Planetenradsatz: Zähne                                                       | Planetenradsatz: Zähne                                                       | Planetenradsatz: Zähne                                                                                           | Anzahl | Gesamt Zentrum                                                                              | Durch- schnitt                                                                              |
| Mit Bewertung                                                                                                  | Mit Bewertung                                                                                    | Mit Bewertung                                                                                    | Gewicht                                                                 | Simpson                                                                 | Simpson                                                                      | Einfach                                                                      | Einfach | Anzahl | Gesamt Zentrum                                                                              | Durch- schnitt                                                                              |
| Modell Baureihe                                                                                                | Version Erstauslieferung                                                                         | Version Erstauslieferung                                                                         | inkl. Wand- ler + Öl                                                    | S1 R1                                                                   | S2 R2                                                                        | S3 R3                                                                        | S4 R4 | Bremsen Kupplungen                                                                                               | Sprei- zung                                                                                 | Gang- stufe                                                                                 |
| Über- setzung                                                                                                  | R {\displaystyle {i_{R}}}                                                                        | 1 {\displaystyle {i_{1}}}                                                                        | 2 {\displaystyle {i_{2}}}                                               | 3 {\displaystyle {i_{3}}}                                               | 4 {\displaystyle {i_{4}}}                                                    | 5 {\displaystyle {i_{5}}}                                                    | 6 {\displaystyle {i_{6}}}                                                                                        | 7 {\displaystyle {i_{7}}}                                                                                        | 8 {\displaystyle {i_{8}}}                                                                   | 9 {\displaystyle {i_{9}}}                                                                   |
| Stufe | {\displaystyle -{\tfrac {i_{R}}{i_{1}}}}                                                         | {\displaystyle {\tfrac {i_{1}}{i_{1}}}}                                                          | {\displaystyle {\tfrac {i_{1}}{i_{2}}}}                                 | {\displaystyle {\tfrac {i_{2}}{i_{3}}}}                                 | {\displaystyle {\tfrac {i_{3}}{i_{4}}}}                                      | {\displaystyle {\tfrac {i_{4}}{i_{5}}}}                                      | {\displaystyle {\tfrac {i_{5}}{i_{6}}}}                                                                          | {\displaystyle {\tfrac {i_{6}}{i_{7}}}}                                                                          | {\displaystyle {\tfrac {i_{7}}{i_{8}}}}                                                     | {\displaystyle {\tfrac {i_{8}}{i_{9}}}}                                                     |
| Δ Stufe |                                                                                                  |                                                                                                  | {\displaystyle {\tfrac {i_{1}}{i_{2}}}:{\tfrac {i_{2}}{i_{3}}}}         | {\displaystyle {\tfrac {i_{2}}{i_{3}}}:{\tfrac {i_{3}}{i_{4}}}}         | {\displaystyle {\tfrac {i_{3}}{i_{4}}}:{\tfrac {i_{4}}{i_{5}}}}              | {\displaystyle {\tfrac {i_{4}}{i_{5}}}:{\tfrac {i_{5}}{i_{6}}}}              | {\displaystyle {\tfrac {i_{5}}{i_{6}}}:{\tfrac {i_{6}}{i_{7}}}}                                                  | {\displaystyle {\tfrac {i_{6}}{i_{7}}}:{\tfrac {i_{7}}{i_{8}}}}                                                  | {\displaystyle {\tfrac {i_{7}}{i_{8}}}:{\tfrac {i_{8}}{i_{9}}}}                             |                                                                                             |
| Wellen- drehzahl                                                                                               | {\displaystyle {\tfrac {i_{1}}{i_{R}}}}                                                          | {\displaystyle {\tfrac {i_{1}}{i_{1}}}}                                                          | {\displaystyle {\tfrac {i_{1}}{i_{2}}}}                                 | {\displaystyle {\tfrac {i_{1}}{i_{3}}}}                                 | {\displaystyle {\tfrac {i_{1}}{i_{4}}}}                                      | {\displaystyle {\tfrac {i_{1}}{i_{5}}}}                                      | {\displaystyle {\tfrac {i_{1}}{i_{6}}}}                                                                          | {\displaystyle {\tfrac {i_{1}}{i_{7}}}}                                                                          | {\displaystyle {\tfrac {i_{1}}{i_{8}}}}                                                     | {\displaystyle {\tfrac {i_{1}}{i_{9}}}}                                                     |
| Δ Wellen- drehzahl                                                                                             | {\displaystyle 0-{\tfrac {i_{1}}{i_{R}}}}                                                        | {\displaystyle {\tfrac {i_{1}}{i_{1}}}-0}                                                        | {\displaystyle {\tfrac {i_{1}}{i_{2}}}-{\tfrac {i_{1}}{i_{1}}}}         | {\displaystyle {\tfrac {i_{1}}{i_{3}}}-{\tfrac {i_{1}}{i_{2}}}}         | {\displaystyle {\tfrac {i_{1}}{i_{4}}}-{\tfrac {i_{1}}{i_{3}}}}              | {\displaystyle {\tfrac {i_{1}}{i_{5}}}-{\tfrac {i_{1}}{i_{4}}}}              | {\displaystyle {\tfrac {i_{1}}{i_{6}}}-{\tfrac {i_{1}}{i_{5}}}}                                                  | {\displaystyle {\tfrac {i_{1}}{i_{7}}}-{\tfrac {i_{1}}{i_{6}}}}                                                  | {\displaystyle {\tfrac {i_{1}}{i_{8}}}-{\tfrac {i_{1}}{i_{7}}}}                             | {\displaystyle {\tfrac {i_{1}}{i_{9}}}-{\tfrac {i_{1}}{i_{8}}}}                             |
| spezifisches Drehm.                                                                                            | {\displaystyle {\tfrac {T_{2;R}}{T_{1;R}}}}                                                      | {\displaystyle {\tfrac {T_{2;1}}{T_{1;1}}}}                                                      | {\displaystyle {\tfrac {T_{2;2}}{T_{1;2}}}}                             | {\displaystyle {\tfrac {T_{2;3}}{T_{1;3}}}}                             | {\displaystyle {\tfrac {T_{2;4}}{T_{1;4}}}}                                  | {\displaystyle {\tfrac {T_{2;5}}{T_{1;5}}}}                                  | {\displaystyle {\tfrac {T_{2;6}}{T_{1;6}}}}                                                                      | {\displaystyle {\tfrac {T_{2;7}}{T_{1;7}}}}                                                                      | {\displaystyle {\tfrac {T_{2;8}}{T_{1;8}}}}                                                 | {\displaystyle {\tfrac {T_{2;9}}{T_{1;9}}}}                                                 |
| Wirkungs- grad                                                                                                 | ηR                                                                                               | η1                                                                                               | η2                                                                      | η3                                                                      | η4                                                                           | η5                                                                           | η6 | η7 | η8                                                                                          | η9                                                                                          |
| --- | ------------------------------------------------------------------------------------------------ | ------------------------------------------------------------------------------------------------ | ----------------------------------------------------------------------- | ----------------------------------------------------------------------- | ---------------------------------------------------------------------------- | ---------------------------------------------------------------------------- | --- | --- | ------------------------------------------------------------------------------------------- | ------------------------------------------------------------------------------------------- |
| W9A Alle 725.0                                                                                                 | 1.000 Nm 2013                                                                                    | 1.000 Nm 2013                                                                                    | 94,8 kg                                                                 | 46 98                                                                   | 44 100                                                                       | 36 84                                                                        | 34 86 | 3 | 9,1495 1,8194                                                                               | 1,3188                                                                                      |
| Über- setzung                                                                                                  | −4,9316 {\displaystyle -{\tfrac {6.125}{1.242}}}                                                 | 5,5032 {\displaystyle {\tfrac {6.835}{1.242}}}                                                   | 3,3333 {\displaystyle {\tfrac {10}{3}}}                                 | 2,3148 {\displaystyle {\tfrac {125}{54}}}                               | 1,6611 {\displaystyle {\tfrac {299}{180}}}                                   | 1,2106 {\displaystyle {\tfrac {1.075}{888}}}                                 | 1,0000 {\displaystyle {\tfrac {1}{1}}}                                                                           | 0,8651 {\displaystyle {\tfrac {58.781}{67.944}}}                                                                 | 0,7167 {\displaystyle {\tfrac {43}{60}}}                                                    | 0,6015 {\displaystyle {\tfrac {52.675}{87.576}}}                                            |
| Stufe | 0,8961                                                                                           | 1,0000                                                                                           | 1,6510                                                                  | 1,4400                                                                  | 1,3935                                                                       | 1,3722                                                                       | 1,2106 | 1,1559 | 1,2072                                                                                      | 1,1915                                                                                      |
| Δ Stufe |                                                                                                  |                                                                                                  | 1,1465                                                                  | 1,0333                                                                  | 1,0156                                                                       | 1,1335                                                                       | 1,0473 | 0,9575 | 1,0131                                                                                      |                                                                                             |
| Drehzahl | -1,1159                                                                                          | 1,0000                                                                                           | 1,6510                                                                  | 2,3774                                                                  | 3,3130                                                                       | 4,5459                                                                       | 5,5032 | 6,3611 | 7,6789                                                                                      | 9,1495                                                                                      |
| Δ Drehzahl | 1,1159                                                                                           | 1,0000                                                                                           | 0,6510                                                                  | 0,7264                                                                  | 0,9356                                                                       | 1,2329                                                                       | 0,9573 | 0,8579 | 1,3178                                                                                      | 1,4706                                                                                      |
| spezifisches Drehm.                                                                                            | –4,7367 –4,6393                                                                                  | 5,3548 5,2806                                                                                    | 3,2869 3,2633                                                           | 2,2685 2,2450                                                           | 1,6387 1,6274                                                                | 1,2006 1,1957                                                                | 1,0000 | 0,8603 0,8578 | 0,7126 0,7104                                                                               | 0,5941 0,5902                                                                               |
| Wirkungs- grad                                                                                                 | 0,9605 0,9407                                                                                    | 0,9730 0,9595                                                                                    | 0,9861 0,9790                                                           | 0,9800 0,9698                                                           | 0,9865 0,9797                                                                | 0,9918 0,9877                                                                | 1,0000 | 0,9944 0,9915 | 0,9943 0,9913                                                                               | 0,9877 0,9813                                                                               |
| |                                                                                                  |                                                                                                  |                                                                         |                                                                         |                                                                              |                                                                              | | |                                                                                             |                                                                                             |
| W9A Alle 725.0                                                                                                 | 1.000 Nm 2016                                                                                    | 1.000 Nm 2016                                                                                    | 94,8 kg                                                                 | 46 98                                                                   | 44 100                                                                       | 37 83                                                                        | 34 86 | 3 | 8,9022 1,7946                                                                               | 1,3143                                                                                      |
| Über- setzung                                                                                                  | −4,7983 {\displaystyle -{\tfrac {12.250}{2.553}}}                                                | 5,3545 {\displaystyle {\tfrac {13.670}{2.553}}}                                                  | 3,2432 {\displaystyle {\tfrac {120}{37}}}                               | 2,2523 {\displaystyle {\tfrac {250}{111}}}                              | 1,6356 {\displaystyle {\tfrac {3.631}{2.220}}}                               | 1,2106 {\displaystyle {\tfrac {1.075}{888}}}                                 | 1,0000 {\displaystyle {\tfrac {1}{1}}}                                                                           | 0,8651 {\displaystyle {\tfrac {58.781}{67.944}}}                                                                 | 0,7167 {\displaystyle {\tfrac {43}{60}}}                                                    | 0,6015 {\displaystyle {\tfrac {52.675}{87.576}}}                                            |
| Stufe | 0,8961                                                                                           | 1,0000                                                                                           | 1,6510                                                                  | 1,4400                                                                  | 1,3770                                                                       | 1,3511                                                                       | 1,2106 | 1,1559 | 1,2072                                                                                      | 1,1915                                                                                      |
| Δ Stufe |                                                                                                  |                                                                                                  | 1,1465                                                                  | 1,0457                                                                  | 1,0192                                                                       | 1,1160                                                                       | 1,0473 | 0,9575 | 1,0131                                                                                      |                                                                                             |
| Drehzahl | -1,1159                                                                                          | 1,0000                                                                                           | 1,6510                                                                  | 2,3774                                                                  | 3,2737                                                                       | 4,4231                                                                       | 5,3545 | 6,1892 | 7,4714                                                                                      | 8,9022                                                                                      |
| Δ Drehzahl | 1,1159                                                                                           | 1,0000                                                                                           | 0,6510                                                                  | 0,7264                                                                  | 0,8964                                                                       | 1,1493                                                                       | 0,9314 | 0,8347 | 1,2822                                                                                      | 1,4308                                                                                      |
| spezifisches Drehm.                                                                                            | –4,6095 –4,5151                                                                                  | 5,2110 5,1392                                                                                    | 3,1986 3,1759                                                           | 2,2076 2,1849                                                           | 1,6140 1,6031                                                                | 1,2006 1,1957                                                                | 1,0000 | 0,8603 0,8578 | 0,7126 0,7104                                                                               | 0,5941 0,5902                                                                               |
| Wirkungs- grad                                                                                                 | 0,9606 0,9410                                                                                    | 0,9732 0,9598                                                                                    | 0,9862 0,9793                                                           | 0,9802 0,9701                                                           | 0,9868 0,9802                                                                | 0,9918 0,9877                                                                | 1,0000 | 0,9944 0,9915 | 0,9943 0,9913                                                                               | 0,9877 0,9813                                                                               |
| |                                                                                                  |                                                                                                  |                                                                         |                                                                         |                                                                              |                                                                              | | |                                                                                             |                                                                                             |
| Jatco 9AT JR913E                                                                                               | 700 Nm 2019                                                                                      | 700 Nm 2019                                                                                      | 99,5 kg                                                                 | 45 96                                                                   | 41 91                                                                        | 38 86                                                                        | 37 92 | 3 | 9,091 1,7994                                                                                | 1,3177                                                                                      |
| Über- setzung                                                                                                  | −4,7991 {\displaystyle -{\tfrac {45.136}{9.405}}}                                                | 5,4254 {\displaystyle {\tfrac {51.026}{9.405}}}                                                  | 3,2632 {\displaystyle {\tfrac {62}{19}}}                                | 2,2496 {\displaystyle {\tfrac {2.821}{1.254}}}                          | 1,6491 {\displaystyle {\tfrac {94}{57}}}                                     | 1,2213 {\displaystyle {\tfrac {8.372}{6.855}}}                               | 1,0000 {\displaystyle {\tfrac {1}{1}}}                                                                           | 0,8619 {\displaystyle {\tfrac {18.929}{21.963}}}                                                                 | 0,7132 {\displaystyle {\tfrac {92}{129}}}                                                   | 0,5968 {\displaystyle {\tfrac {66.976}{112.227}}}                                           |
| Stufe | 0,8846                                                                                           | 1,0000                                                                                           | 1,6626                                                                  | 1,4505                                                                  | 1,3641                                                                       | 1,3503                                                                       | 1,2213 | 1,1603 | 1,2085                                                                                      | 1,1950                                                                                      |
| Δ Stufe |                                                                                                  |                                                                                                  | 1,1462                                                                  | 1,0634                                                                  | 1,0102                                                                       | 1,1056                                                                       | 1,0526 | 0,9601 | 1,0113                                                                                      |                                                                                             |
| Drehzahl | -1,1305                                                                                          | 1,0000                                                                                           | 1,6626                                                                  | 2,4117                                                                  | 3,2899                                                                       | 4,4423                                                                       | 5,4254 | 6,2950 | 7,6074                                                                                      | 9,0910                                                                                      |
| Δ Drehzahl | 1,1305                                                                                           | 1,0000                                                                                           | 0,6626                                                                  | 0,7491                                                                  | 0,8782                                                                       | 1,1525                                                                       | 0,9831 | 0,8696 | 1,3124                                                                                      | 1,4836                                                                                      |
| spezifisches Drehm.                                                                                            | –4,6097 –4,5149                                                                                  | 5,2792 5,2061                                                                                    | 3,2181 3,1953                                                           | 2,2046 2,1818                                                           | 1,6271 1,6161                                                                | 1,2107 1,2055                                                                | 1,0000 | 0,8619 0,8544 | 0,7090 0,7069                                                                               | 0,5893 0,5855                                                                               |
| Wirkungs- grad                                                                                                 | 0,9605 0,9408                                                                                    | 0,9731 0,9596                                                                                    | 0,9862 0,9792                                                           | 0,9800 0,9699                                                           | 0,9867 0,9800                                                                | 0,9914 0,9871                                                                | 1,0000 | 0,9943 0,9914 | 0,9942 0,9912                                                                               | 0,9875 0,9810                                                                               |
| |                                                                                                  |                                                                                                  |                                                                         |                                                                         |                                                                              |                                                                              | | |                                                                                             |                                                                                             |
| Übersetzg. R & Gerade                                                                                          | {\displaystyle i_{R}=-{\tfrac {R_{1}R_{2}(S_{3}+R_{3})}{S_{1}(S_{2}+R_{2})S_{3}}}}               | {\displaystyle i_{R}=-{\tfrac {R_{1}R_{2}(S_{3}+R_{3})}{S_{1}(S_{2}+R_{2})S_{3}}}}               | {\displaystyle i_{2}={\tfrac {S_{3}+R_{3}}{S_{3}}}}                     | {\displaystyle i_{2}={\tfrac {S_{3}+R_{3}}{S_{3}}}}                     | {\displaystyle {\tfrac {S_{3}(S_{4}+R_{4})+R_{3}S_{4}}{S_{3}(S_{4}+R_{4})}}} | {\displaystyle {\tfrac {S_{3}(S_{4}+R_{4})+R_{3}S_{4}}{S_{3}(S_{4}+R_{4})}}} | {\displaystyle i_{6}={\tfrac {1}{1}}}                                                                            | {\displaystyle i_{8}={\tfrac {R_{4}}{S_{4}+R_{4}}}}                                                              | {\displaystyle i_{8}={\tfrac {R_{4}}{S_{4}+R_{4}}}}                                         |                                                                                             |
| Übersetzg. Ungerade                                                                                            | {\displaystyle {\tfrac {(S_{1}(S_{2}+R_{2})+R_{1}S_{2})(S_{3}+R_{3})}{S_{1}(S_{2}+R_{2})S_{3}}}} | {\displaystyle {\tfrac {(S_{1}(S_{2}+R_{2})+R_{1}S_{2})(S_{3}+R_{3})}{S_{1}(S_{2}+R_{2})S_{3}}}} | {\displaystyle i_{3}={\tfrac {R_{2}(S_{3}+R_{3})}{(S_{2}+R_{2})S_{3}}}} | {\displaystyle i_{3}={\tfrac {R_{2}(S_{3}+R_{3})}{(S_{2}+R_{2})S_{3}}}} | {\displaystyle i_{5}={\tfrac {R_{2}R_{4}}{R_{2}R_{4}-S_{2}S_{4}}}}           | {\displaystyle i_{5}={\tfrac {R_{2}R_{4}}{R_{2}R_{4}-S_{2}S_{4}}}}           | {\displaystyle {\tfrac {R_{4}(S_{1}(S_{2}+R_{2})+R_{1}S_{2})}{S_{1}R_{4}(S_{2}+R_{2})+R_{1}S_{2}(S_{4}+R_{4})}}} | {\displaystyle {\tfrac {R_{4}(S_{1}(S_{2}+R_{2})+R_{1}S_{2})}{S_{1}R_{4}(S_{2}+R_{2})+R_{1}S_{2}(S_{4}+R_{4})}}} | {\displaystyle {\tfrac {R_{1}R_{2}R_{4}}{S_{1}S_{4}(S_{2}+R_{2})+R_{1}R_{2}(S_{4}+R_{4})}}} | {\displaystyle {\tfrac {R_{1}R_{2}R_{4}}{S_{1}S_{4}(S_{2}+R_{2})+R_{1}R_{2}(S_{4}+R_{4})}}} |
| Algebra und betätigte Schaltelemente                                                                           |                                                                                                  |                                                                                                  |                                                                         |                                                                         |                                                                              |                                                                              | | |                                                                                             |                                                                                             |
| Bremse A | ❶                                                                                                |                                                                                                  |                                                                         |                                                                         |                                                                              |                                                                              | | | ❶                                                                                           | ❶                                                                                           |
| Bremse B | ❶                                                                                                | ❶                                                                                                |                                                                         | ❶                                                                       | (❶)                                                                          | ❶                                                                            | | ❶ |                                                                                             | ❶                                                                                           |
| Bremse C | ❶                                                                                                | ❶                                                                                                | ❶                                                                       | ❶                                                                       | ❶                                                                            |                                                                              | | |                                                                                             |                                                                                             |
| Kuppl. D |                                                                                                  |                                                                                                  | ❶                                                                       | ❶                                                                       |                                                                              | ❶                                                                            | ❶ | |                                                                                             |                                                                                             |
| Kuppl. E |                                                                                                  | ❶                                                                                                | ❶                                                                       |                                                                         |                                                                              |                                                                              | ❶ | ❶ | ❶                                                                                           |                                                                                             |
| Kuppl. F |                                                                                                  |                                                                                                  |                                                                         |                                                                         | ❶                                                                            | ❶                                                                            | ❶ | ❶ | ❶                                                                                           | ❶                                                                                           |
| |                                                                                                  |                                                                                                  |                                                                         |                                                                         |                                                                              |                                                                              | | |                                                                                             |                                                                                             |
| 1. 2. 3. 4. 5. 6. 7. 8. 9. 10. 11. 12. 13. 14. 15. 16. 17. 18. 19. 20. 21. 22. 23. 24. 25. 26. 27. 28. 29. 30. |                                                                                                  |                                                                                                  |                                                                         |                                                                         |                                                                              |                                                                              | | |                                                                                             |                                                                                             |
| |                                                                                                  |                                                                                                  |                                                                         |                                                                         |                                                                              |                                                                              | | |                                                                                             |                                                                                             |

## Instandhaltung
Im Vergleich zu den Vorgängergetrieben NAG1 (5G-Tronic) und NAG2 (7G-Tronic) ist das Getriebe NAG3 weitaus höher integriert, so dass im Servicefall Reparaturen nur durch Austausch ganzer Baugruppen möglich sind. Dies betrifft beispielsweise die in der aus Kunststoff gefertigten Ölwanne fest integrierten Ölfilter. Ein weiteres Beispiel ist das vollintegrierte Mechatronikmodul mit Sensoren, Steuergerät und elektrohydraulischer Schaltplatte. Dieses Modul ist als Einheit zu ersetzen, auch wenn beispielsweise nur ein Sensor defekt ist.

## Verwendung
Bei Markteinführung war die 9G-Tronic zunächst nur im Mercedes-Benz E 350 BlueTEC verfügbar. Das GLE Coupé (C 292) war die erste Baureihe, die von Beginn an mit der 9G-Tronic auf den Markt kam. Die 9G-Tronic war hier bereits zur Markteinführung in allen Modellen (außer AMG) serienmäßig verfügbar.
| Verkaufsbezeichnung         | Baureihe | Bauzeitraum       | Otto                                                 | Diesel                                             | Hybrid                        |
| --------------------------- | -------- | ----------------- | ---------------------------------------------------- | -------------------------------------------------- | ----------------------------- |
| C-Klasse                    | W/S 205  | ab 04/2016        | 160, 180, alle Modelle                               | 180 d, 200 d, alle Modelle                         | 300 e, 300 de, 400 e (4MATIC) |
| C-Klasse Coupé              | C 205    | ab 04/2016        | 200 4MATIC, 400 4MATIC, AMG 43 4MATIC                | 220 d, 220 d 4MATIC, 250 d (4MATIC)                | —                             |
| GLC                         | X 253    | ab 06/2015        | 250 4MATIC                                           | 220 d 4MATIC, 250 d 4MATIC                         | 300 e 4MATIC, 300 de 4MATIC   |
| GLC                         | X 253    | ab 04/2016        | AMG 43 4MATIC                                        | —                                                  | —                             |
| GLC                         | X 253    | ab 10/2016        | 300 4MATIC                                           | 350 d 4MATIC                                       | —                             |
| GLC Coupé                   | C 253    | ab 09/2016        | 250 4MATIC                                           | 220 d 4MATIC, 250 d 4MATIC                         | —                             |
| GLC Coupé                   | C 253    | ab 10/2016        | 300 4MATIC, AMG 43 4MATIC                            | 350 d 4MATIC                                       | —                             |
|                             |          |                   |                                                      |                                                    |                               |
| E-Klasse                    | W/S 212  | 03/2014 – 06/2016 | —                                                    | 350 BlueTEC                                        | —                             |
| E-Klasse                    | W/S 212  | 09/2014 – 06/2016 | —                                                    | 220 BlueTEC, 250 BlueTEC, 300 BlueTEC              | —                             |
| E-Klasse                    | W/S 213  | ab 02/2016        | 200                                                  | 220 d                                              | —                             |
| E-Klasse                    | W/S 213  | ab 07/2016        | 200, 200 4MATIC, 250, 300, 400 4MATIC, AMG 43 4MATIC | 200 d, 350 d                                       | 300 e, 300 de                 |
| E-Klasse Coupé/Cabriolet    | A/C 207  | ab 09/2014        | —                                                    | 220 d, 250 d, 350 d                                | —                             |
| CLS                         | C/X 218  | ab 09/2014        | 500                                                  | 350 BlueTEC                                        | —                             |
| CLS                         | C/X 218  | ab 04/2015        | 500 4MATIC                                           | 220 d, 250 d, 350 d (4MATIC)                       | —                             |
| CLS                         | C/X 218  | ab 04/2016        | 400                                                  | —                                                  | —                             |
| GLE                         | W 166    | ab 08/2015        | 450 AMG 4MATIC, 500 4MATIC                           | 250 d (4MATIC), 350 d 4MATIC                       | —                             |
| GLE Coupé                   | C 292    | ab 07/2015        | 400 4MATIC, 450 AMG 4MATIC, 500 4MATIC               | 350 d 4MATIC                                       | —                             |
|                             |          |                   |                                                      |                                                    |                               |
| S-Klasse / Mercedes-Maybach | W/X 222  | ab 10/2015        | 500 (4MATIC)                                         | 350 d (4MATIC)                                     | —                             |
| GLS                         | X 166    | ab 11/2015        | 400 4MATIC, 500 4MATIC                               | 350 d 4MATIC                                       | —                             |
|                             |          |                   |                                                      |                                                    |                               |
| SLK                         | R 172    | 05/2015 – 03/2016 | 200, 300                                             | 250 d                                              | —                             |
| SLC                         | R 172    | ab 03/2016        | 180, 200, 300, AMG 43                                | 250 d                                              | —                             |
| SL                          | R 231    | ab 03/2016        | 400, 500                                             | —                                                  | —                             |
|                             |          |                   |                                                      |                                                    |                               |
| V-Klasse/Vito               | W 447    | ab 03/2019        | —                                                    | 220 d, 250 d, 300 d bzw. 114, 116, 119 und 124 CDI | —                             |
|                             |          |                   |                                                      |                                                    |                               |
| 1.                          |          |                   |                                                      |                                                    |                               |
|                             |          |                   |                                                      |                                                    |                               |